# Elecciones parlamentarias de la República Árabe Saharaui Democrática de 2008
Las elecciones al Consejo Nacional Saharaui se celebraron entre el 17 y el 19 de febrero de 2008. Más de 126 candidatos compitieron por los 53 escaños del Consejo, la legislatura unicameral de la República Árabe Saharaui Democrática parcialmente reconocida. El Consejo fue elegido por un período de tres años. Las elecciones se celebraron en la Zona Libre del Sáhara Occidental y en Campos de Refugiados de Tinduf.
Como estipula la constitución saharaui, la renovación del Consejo se produjo después de la disolución del Consejo anterior tras el 12º Congreso del Frente Polisario, que tuvo lugar dos meses antes, entre el 14 y el 21 de diciembre de 2007. Los diputados primerizos representaron el 61,53% de los elegidos. El porcentaje de jóvenes en el nuevo Consejo se situó en el 57,67 %, mientras que las mujeres ganaron el 34,61 % de los escaños, en parte gracias a un sistema de cuotas. Mahfoud Ali Beiba fue reelegido Presidente del Consejo el 27 de febrero de 2008.